# Graphosia pachygramma
Graphosia pachygramma là một loài bướm đêm thuộc phân họ Arctiinae, họ Erebidae.